# Villemaréchal
Villemaréchal ist eine französische Gemeinde mit 1.067 Einwohnern (Stand: 1. Januar 2022) im Département Seine-et-Marne in der Region Île-de-France. Sie gehört zum Arrondissement Fontainebleau und zum Kanton Nemours (bis 2015: Kanton Lorrez-le-Bocage-Préaux). Die Einwohner werden Villemarchais genannt.
Die Gemeinde Villemaréchal wurde am 1. Januar 2019 mit Saint-Ange-le-Viel zur Commune nouvelle Villemaréchal zusammengeschlossen. Die frühere Gemeinde Villemaréchal hat seither den Status einer Commune déléguée mit 837 Einwohnern (Stand: 1. Januar 2022) innerhalb der Commune nouvelle.

## Geographie
Villemaréchal liegt etwa 76 Kilometer südsüdöstlich von Paris. Nachbargemeinden von Villemaréchal sind Villemer im Norden und Nordwesten, Dormelles im Norden, Flagy im Nordosten, Saint-Ange-le-Viel im Osten, Lorrez-le-Bocage-Préaux im Südosten, Paley im Süden, Nanteau-sur-Lunain im Südwesten sowie Treuzy-Levelay im Westen.

## Bevölkerungsverteilung und -entwicklung
| Ortsteil                          | ehemaliger INSEE-Code | Fläche (km²) | Höhenlage (m) | Einwohnerzahlen (Census) | Einwohnerzahlen (Census) | Einwohnerzahlen (Census) | Einwohnerzahlen (Census) | Einwohnerzahlen (Census) | Einwohnerzahlen (Census) | Einwohnerzahlen (Census) | Einwohnerzahlen (Census) | Einwohnerzahlen (Census) | Einwohnerzahlen (Census) | Einwohnerzahlen (Census) |
| Ortsteil                          | ehemaliger INSEE-Code | Fläche (km²) | Höhenlage (m) | 1962                     | 1968                     | 1975                     | 1982                     | 1990                     | 1999                     | 2006 1                   | 2008 2                   | 2011 1                   | 2013 2                   | 2016 3                   |
| --------------------------------- | --------------------- | ------------ | ------------- | ------------------------ | ------------------------ | ------------------------ | ------------------------ | ------------------------ | ------------------------ | ------------------------ | ------------------------ | ------------------------ | ------------------------ | ------------------------ |
| Saint-Ange-le-Viel                | 77399                 | 3,23         | 92–143        | 89                       | 77                       | 96                       | 116                      | 187                      | 215                      | 226                      | 235                      | 229                      | 231                      | 235                      |
| Villemaréchal (Verwaltungssitz)00 | 77504                 | 14,23        | 82–148        | 387                      | 361                      | 394                      | 484                      | 644                      | 791                      | 841                      | 838                      | 830                      | 835                      | 875                      |
| Villemaréchal                     | 77504                 | 17,46        |               | .0476                    | .0438                    | .0490                    | .0600                    | .0831                    | 1006                     | 1067                     | 1073                     | 1059                     | 1066                     | 1110                     |

RP: Recensement de la population (Volkszählung, Census)

Die (Gesamt-)Einwohnerzahlen der Gemeinde Villemaréchal wurden durch Addition der einzelnen Ortsteile, d. h. der ehemaligen selbständigen Gemeinden ermittelt.

## Sehenswürdigkeiten
- Kirche Saint-Pierre-aux-Liens aus dem 13. Jahrhundert (siehe auch: Liste der Monuments historiques in Villemaréchal)

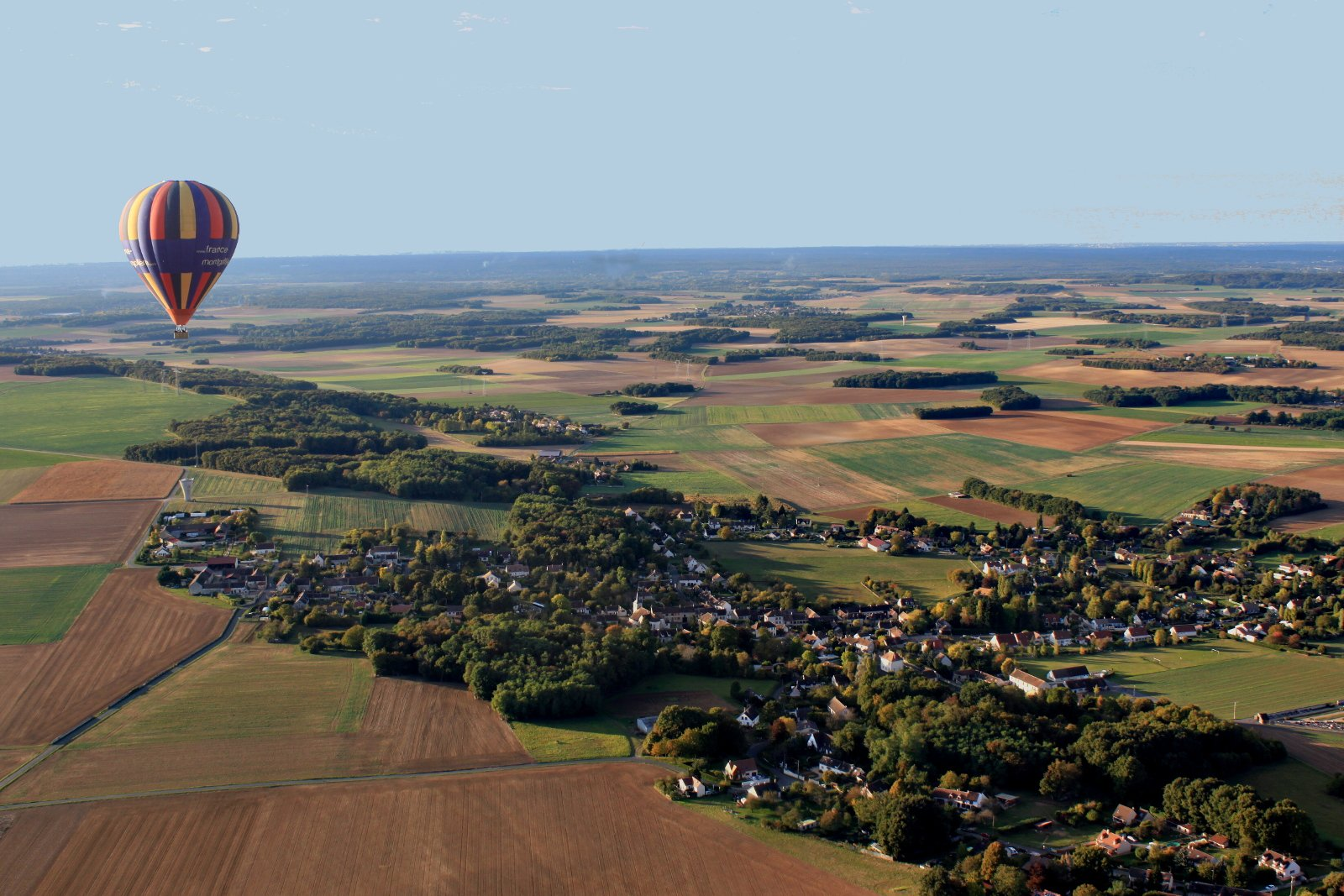
Blick aus der Luft auf die Gemeinde

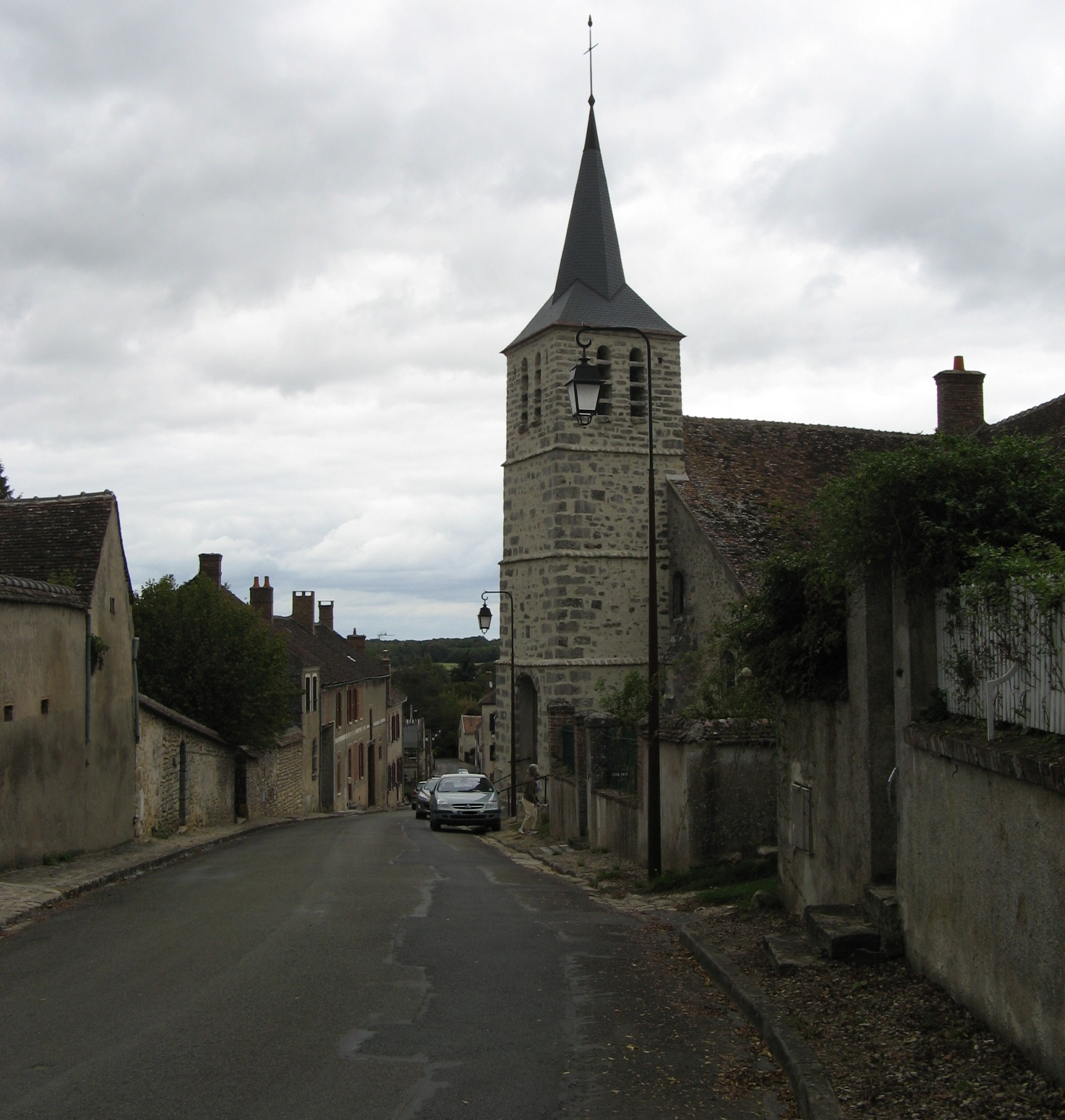
Die Kirche Saint-Pierre-aux-Liens

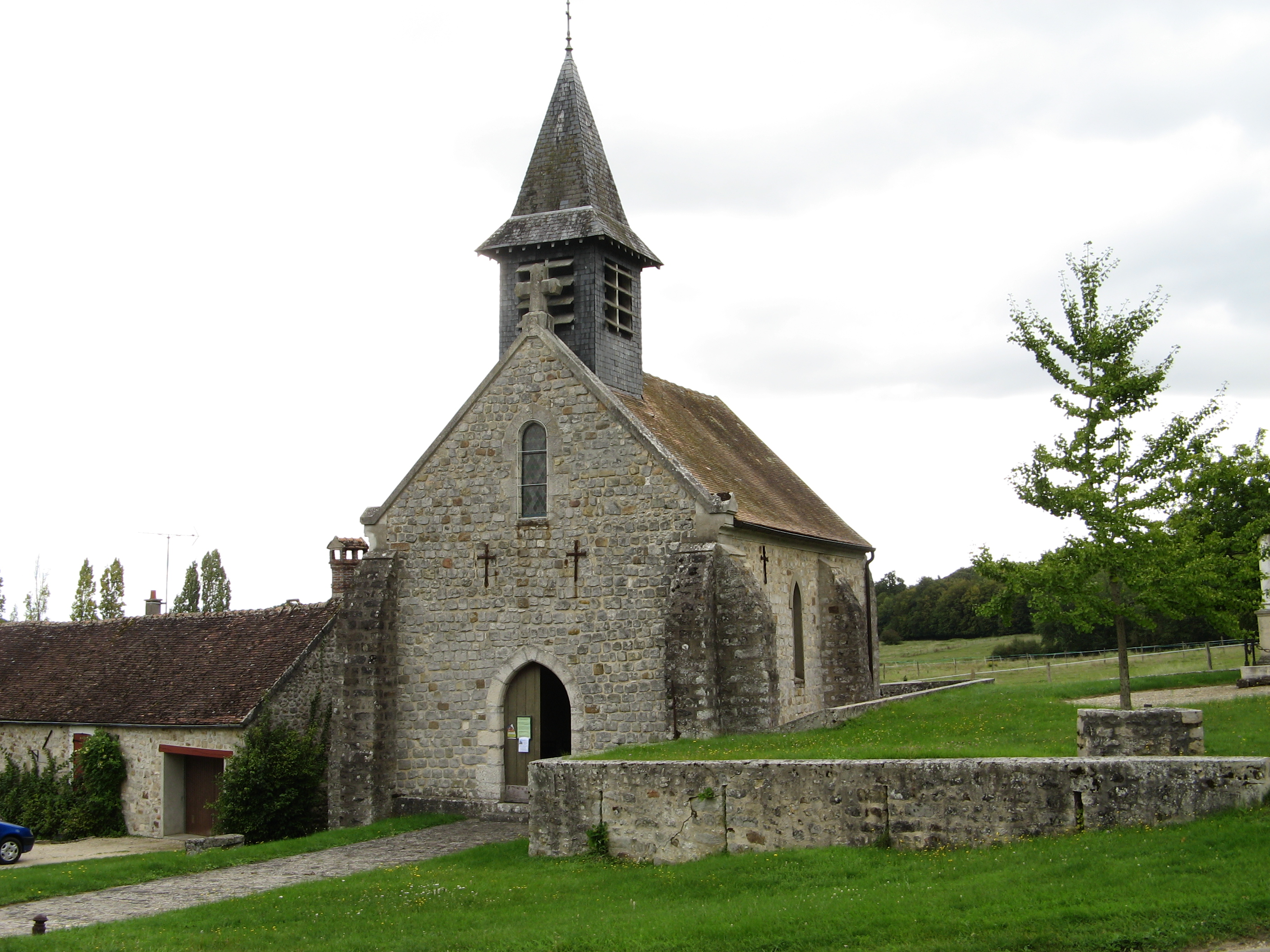
Die Kirche Saint-Michel de Saint-Ange-le-Vie

- Der Menhir La Pierre Clouée (deutsch der Nagelstein) ist ein Menhir südwestlich des Weilers Villemaréchal.

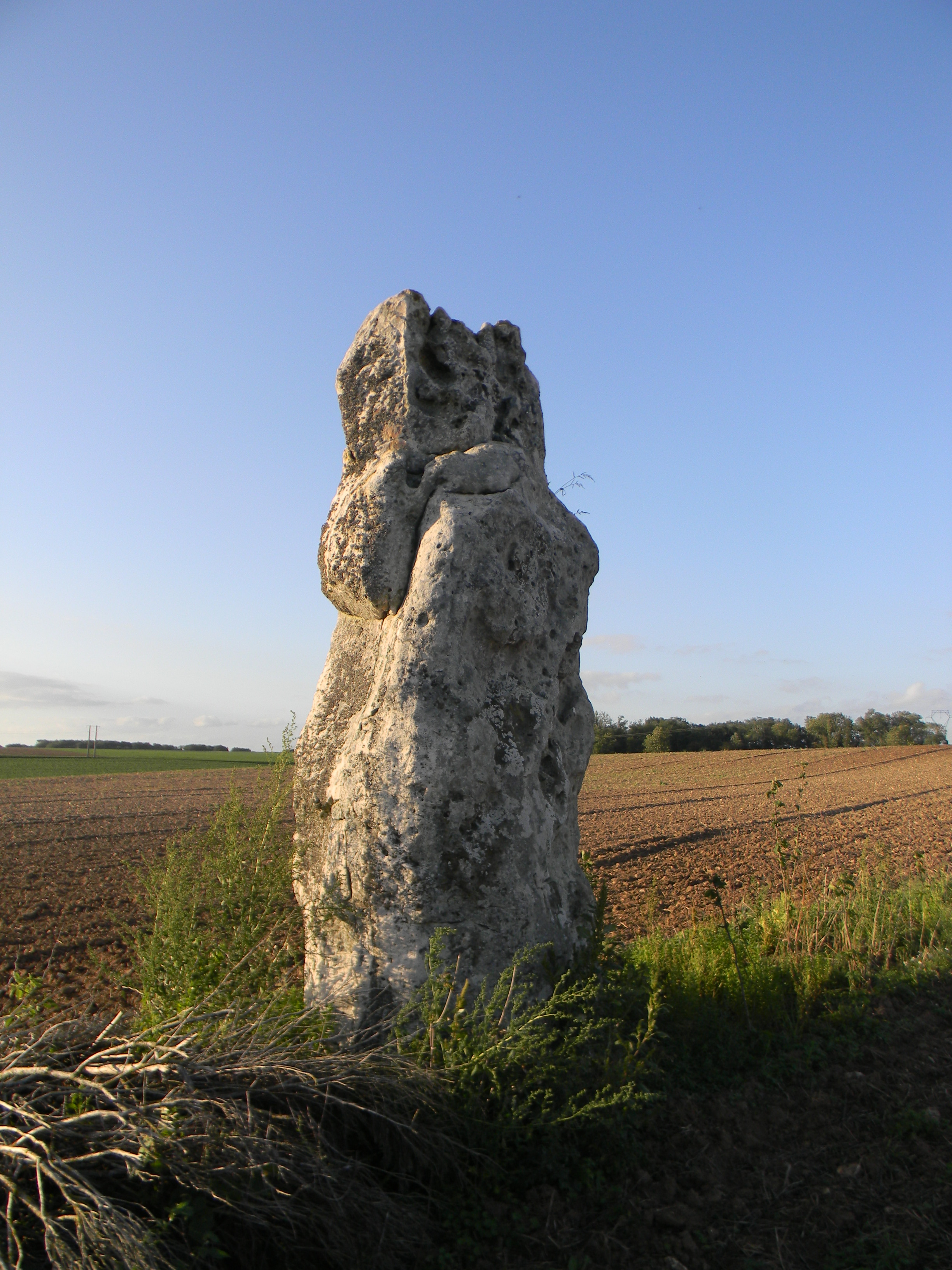
Menhir La Pierre Clouée

## Gemeindepartnerschaften
Mit der deutschen Gemeinde Starzach in Baden-Württemberg besteht seit Juli 1992 eine Partnerschaft.